# Eberhard Keil

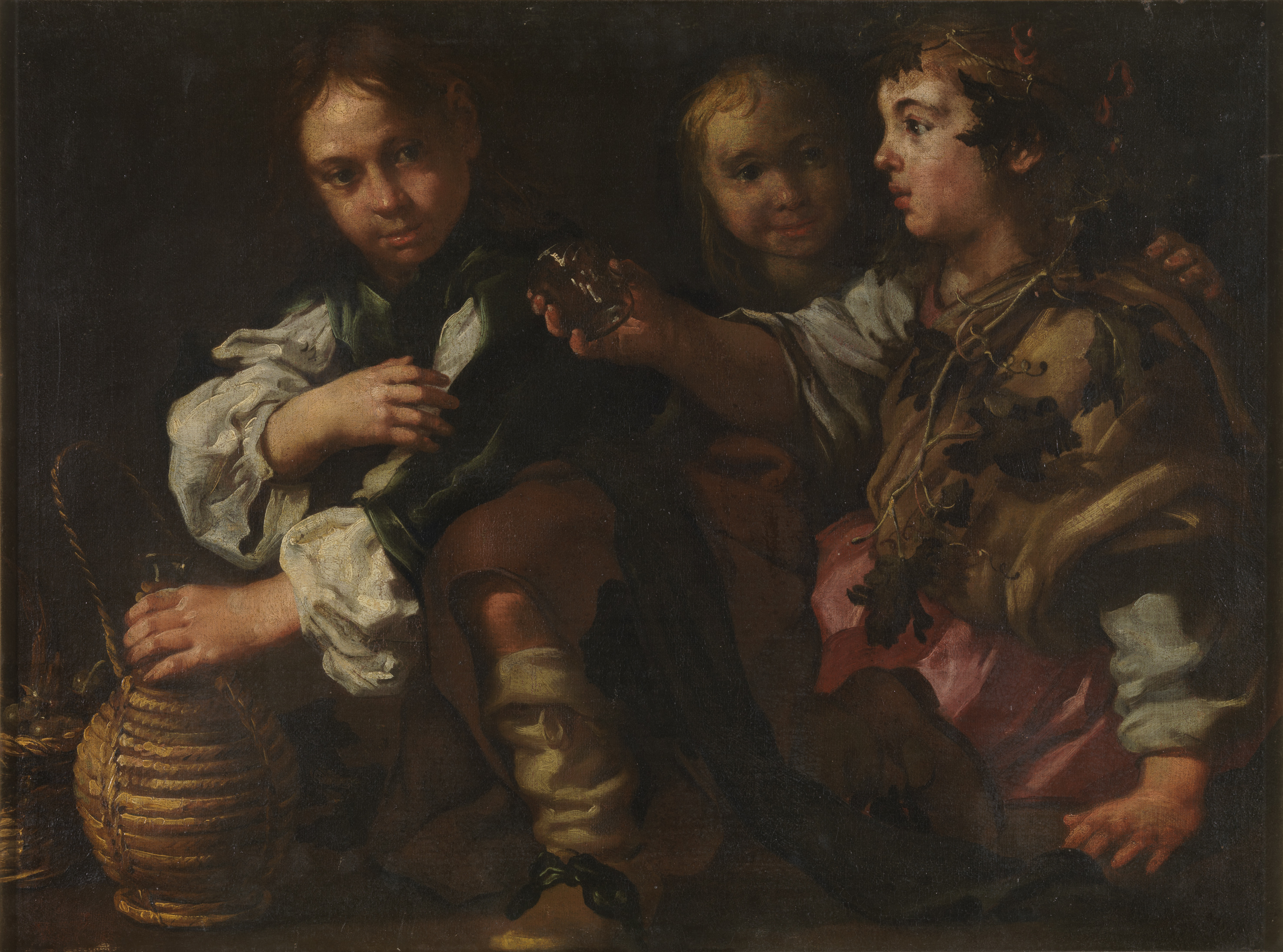
Bacanal infantil, óleo sobre lienzo, 72 x 96 cm, Madrid, Museo del Prado.

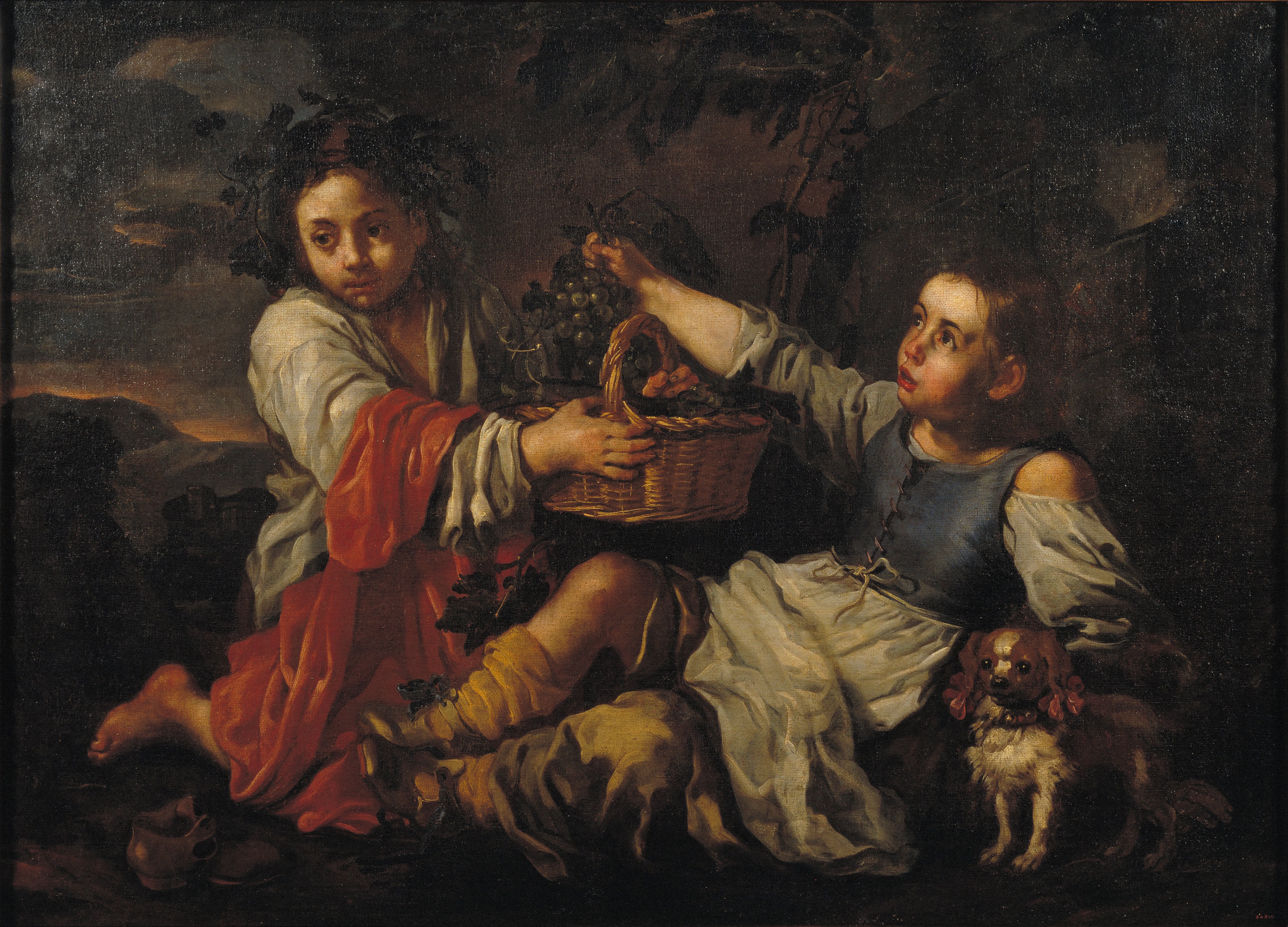
Niños con racimos de uvas, óleo sobre lienzo, 97,5 x 133,5 cm, Barcelona, MNAC.

Eberhard o Bernhard Keil, también llamado Keilhau y conocido en Italia como Monsù Bernardo (Elsinor, 1624-Roma, 1687) fue un pintor barroco danés discípulo de  Rembrandt y establecido en Italia desde 1651 hasta su muerte, donde destacó como original pintor de género. 

## Biografía
Nacido en Elsinor e hijo de un pintor de la corte de  Cristián IV de Dinamarca, Eberhard Keil tuvo como primer maestro al pintor danés Maarten van Steenwinckel en cuyo taller fue colocado por su padre a la edad de doce años. En 1642 se trasladó a Ámsterdam, entrando a trabajar en el taller de Rembrandt en el que permaneció hasta 1644.
Antes de pasar a Italia recibió algunos encargos en diversas ciudades alemanas, dedicado primordialmente a la pintura de altar. De este género fueron también los primeros encargos que obtuvo en Venecia, donde se conserva una tela dedicada a la Virgen y San Elías en la iglesia de los carmelitas; sin embargo será en Bérgamo, dependiente en aquel momento de la Serenísima República de Venecia, donde se establezca y reciba el mayor número de encargos, trabando allí amistad con el pintor Evaristo Baschenis. 
Pero no será hasta después de establecerse en Roma en 1656 y tras su encuentro con la obra de los caravaggistas y los «bamboccianti» cuando comience a producir sus obras más características, preludiadas en Los jugadores (Museo Cívico de Padua), obra de carácter popular pintada tras su salida de Venecia de camino hacia Roma, en un largo recorrido que lo llevó a pasar por Rávena y Ferrara a donde fue llamado a retratar a la reina Cristina de Suecia, convertida al catolicismo y como él en viaje a Roma.
Filippo Baldinucci, que le dedicó una de sus Vite en la Notizie de' professori del disegno da Cimabue in qua, puso el acento en la conversión del propio pintor al catolicismo y su profunda devoción tras abjurar de sus orígenes protestantes durante su estancia romana, en la que no le faltaron encargos para las iglesias de la ciudad.
Murió en Roma el 3 de febrero de 1687 a causa de una pleuresía que según Baldinucci le tuvo afligido durante nueve días continuos.

## Obra

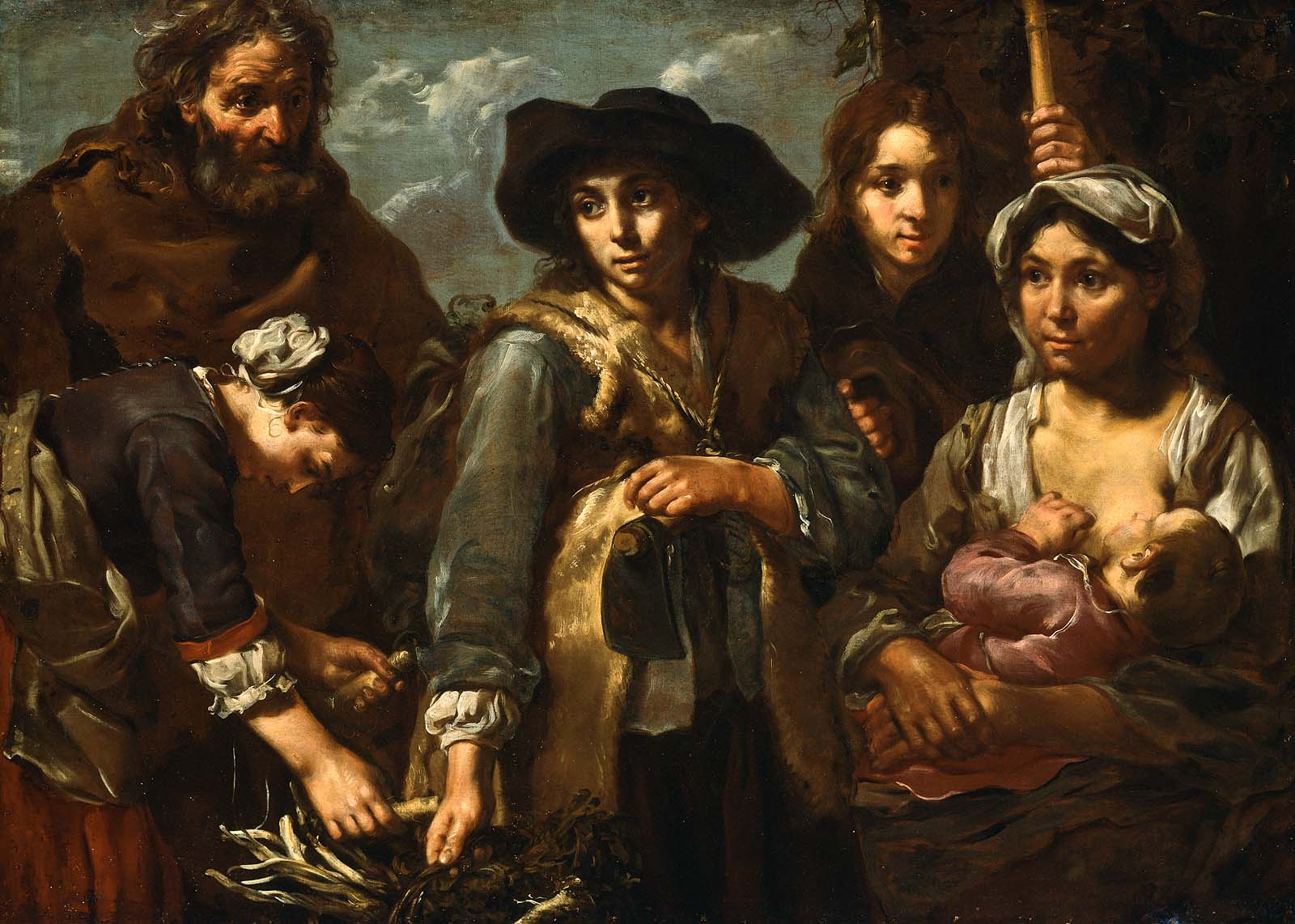
El vendedor de leña, óleo sobre lienzo, 95,9 x 133 cm, Boston, Museum of Fine Arts.

Sus trabajos más célebres, los cuadros de asunto popular, entre ellos las series dedicadas a las cuatro edades del hombre y los cinco sentidos, resultan particularmente originales y no tienen parangón en la obra de otros pintores contemporáneos, probablemente a causa de la multiplicidad de influencias que recogió en su largo recorrido desde Dinamarca y por su conocimiento de la pintura holandesa, alemana, veneciana y romana. Y será, por otra parte, gracias a ese lenguaje plural por lo que pudo ejercer una influencia muy notable sobre otros pintores de género, como Salvator Rosa, Giacomo Ceruti y Antonio Amorosi, a quien estuvieron atribuidas muchas de las obras de Monsù Bernardo antes de los estudios que le dedicó Roberto Longhi, que hicieron posible la recuperación de su figura.